# Оливер Дингли
Оливер Џејмс Дингли (енгл. Oliver James Dingley; Харогејт, 24. новембар 1992) елитни је ирски скакач у воду и члан репрезентације Ирске у овом спорту. Његова специјалност су појединачни и синхронизовани скокови са даске са висине од три метра. 

## Каријера
До 2014. године наступао је за репрезентацију Велике Британије и у том периоду освојио је 4 титуле првака Британије у појединачним скоковима, један трофеј Британског купа, те бронзану медаљу на Играма Комонвелта 2014. године. Пажњу спортске јавности привукао је 2008. када је са свега 15 година освојио титулу националног првака у скоковима са даске са висине од 1 метра поставши тако најмлађи спортиста у Британији у историји коме је то пошло за руком. Иако је бележио одличне резултате на националним првенствима, а на националном изборном такмичењу за ЛОИ 2012. чак и изборио пласман на олимпијски турнир, никада није изабран од стране селектора британског тима да наступа ни на једном великом такмичењу. Резигниран том чињеницом одлучио је да промени држављанство и убудуће наступа за Ирску.
Месец дана након добијања држављанства Ирске (у новембру 2014) освојио је националне титуле у обе дисциплине појединачних скокова са даске. У фебруару 2016. успео је да се квалификује за ЛОИ 2016. у Рију и тако постао први ирски скакач у воду на олимпијским играма након пуних 68 година, односно након ЛОИ 1948. године. Дингли се у Рију такмичио у скоковима са трометарске даске, пласирао се у финале и тамо освојио 8. место што је био његов најбољи пласман у дотадашњој каријери, а уједно и најбољи пласман ирских скокова у воду на олимпијским играма у историји.
На светским првенствима дебитовао је тек 2017. у Будимпешти где се такмичио у својој примарној дисциплини − даска 3м соло − али је остварио тек 33. резултат квалификација (369,75 бодова) и није успео да се пласира у полуфинале. 